# Protocole relatif au statut des réfugiés
- parties uniquement de la Convention de 1951
- parties uniquement du Protocole de 1967
- parties aux deux
- non-membres

Le Protocole relatif au statut des réfugiés est un traité clé du droit des réfugiés qui est entré en application le 4 octobre 1967. 146 pays sont parties au Protocole.
Alors que Convention du 28 juillet 1951 des Nations Unies relative au statut des réfugiés avait restreint le statut de réfugié à ceux dont les circonstances étaient venues « à la suite d'événements survenus avant le 1er janvier 1951 », ainsi que de donner les États parties à la Convention la possibilité de choisir entre « événements survenus en Europe » et « événements survenus en Europe ou ailleurs », le Protocole de 1967 a supprimé ces restrictions temporelles et géographiques. Cependant, le Protocole a donné aux États qui avaient auparavant ratifié la Convention de 1951 et choisi d'utiliser la définition géographique restreinte la possibilité de conserver cette restriction.